# Jean Arnaud Villers
Jean Arnaud Villers (auch: Jean-Arnaud Villers, d’Villers Joh. Arnold Villers oder Jean Arnaud Villiers; * im 16. oder 17. Jahrhundert; † nach 1681) war ein französischer Baumeister und Bildhauer des Barock mit Wirkungsorten in Berlin, München, Schleswig, Celle und Hannover.

## Leben

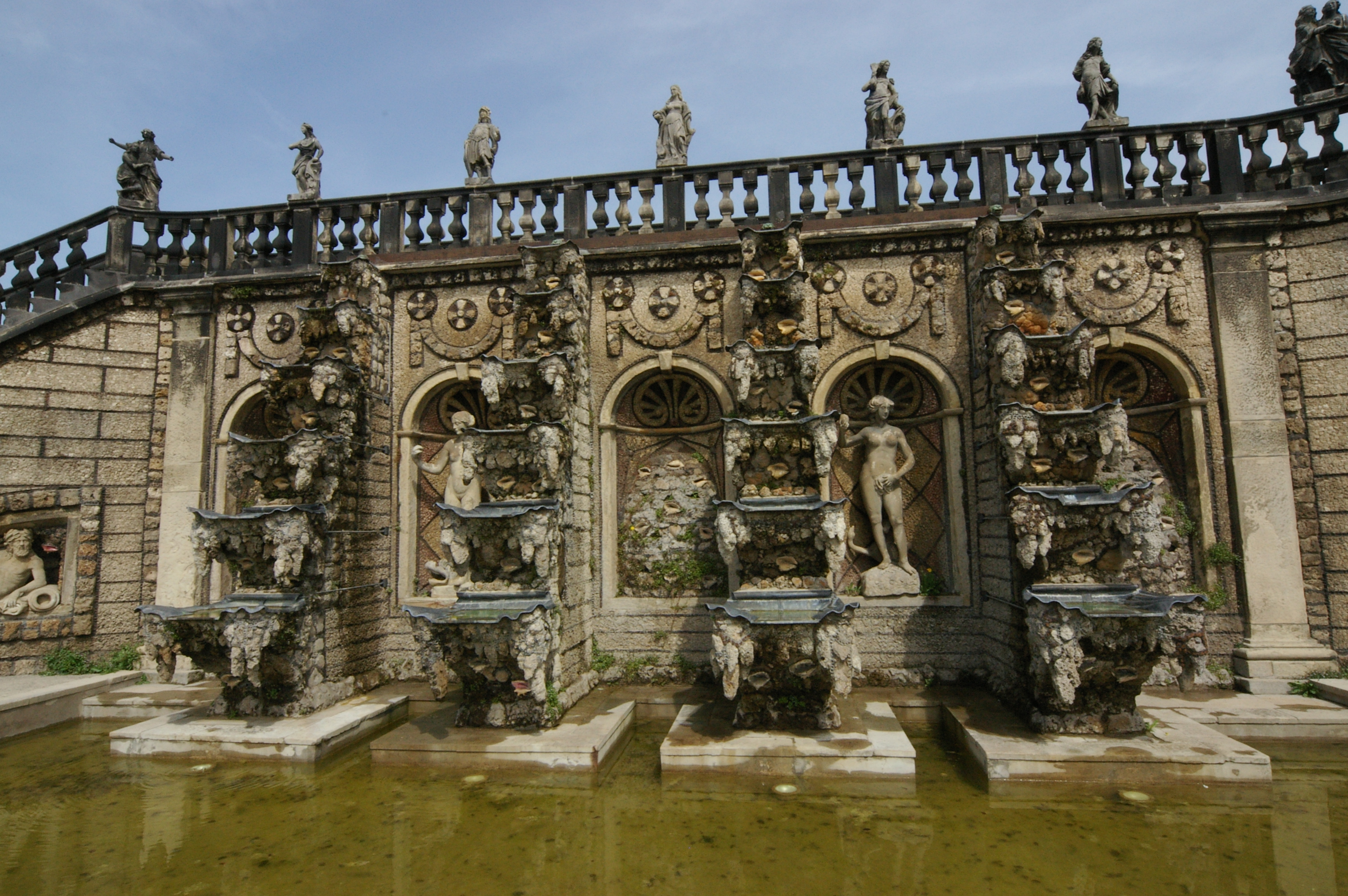
1680 bis 1681: Neun Sandstein-Skulpturen mit klassischen Göttern und Liebespaaren auf der Großen Kaskade im Großen Garten von Hannover-Herrenhausen

Der aus Paris stammende Villers wurde erstmals 1668 erwähnt: In den Staaten des Heiligen Römischen Reiches Deutscher Nation stand er zunächst in den Diensten von Kurbrandenburg und entwickelte zahlreiche Pläne für die Schlösser des Kurfürsten Friedrich Wilhelm. Mit einem Empfehlungsschreiben Friedrich Wilhelms aus dem Jahr 1668 sandte dieser Villers nach München, wo der Baumeister dann für den dortigen Hofstaat unter Kurfürst Ferdinand Maria von Bayern tätig wurde.
Nach Tätigkeiten in Schleswig für den Schleswiger Dom im Auftrag von Herzog Christian Albrecht und anschließend in Celle ging Jean Arnaud Villers 1680/1681 nach Hannover, wo er für den Großen Garten von Herrenhausen Bildwerke schuf im Auftrag von Ernst August und der späteren Kurfürstin Sophie.

## Bekannte Werke
- 1671: Herzog Christian Albrecht und seine Gemahlin Friederike Amalie von Dänemark, Standbilder auf dem zuvor von dem Amsterdamer Bildhauer Artus Quellinus d. Ä. geschaffenen Marmorportal;[10] Gips-Standfiguren auf dem Portal der sogenannten Fürstengruft im Schleswiger Dom sowie die beiden ersten steinernen Außensärge[3]
- 1680 bis 1681: Neun Figuren klassischer Gottheiten und Liebespaare aus Sandstein auf der Großen Kaskade im Großen Garten von Hannover-Herrenhausen; „[...] wohl 1680/81 von J. A. Villers“[7]